# Nyctophilus
Nyctophilus is een geslacht van vleermuizen uit de familie der gladneuzen dat voorkomt in Australië en op Timor, Lembata, Nieuw-Guinea, Lord Howe en Nieuw-Caledonië. Dit geslacht is het nauwst verwant aan de zeldzame Nieuw-Guinese soort Pharotis imogene. De Nyctophilus-Pharotis-groep werd vroeger gezien als een aparte onderfamilie, de Nyctophilinae, maar is nu al gereduceerd tot de geslachtengroep Nyctophilini, en genetisch onderzoek geeft aan dat Nyctophilus een clade vormt met twee andere Australische geslachten, Vespadelus en Chalinolobus (van Pharotis is genetisch niets bekend).

## Kenmerken
Het zijn kleine tot middelgrote gladneuzen. De leden van dit geslacht zijn te herkennen aan de grote oren, die op het voorhoofd verbonden zijn door een huidplooi. Deze dieren hebben, anders dan andere gladneuzen, een klein neusblad.

## Soorten
Dit geslacht omvat de volgende soorten:
- Nyctophilus arnhemensis (Noordwest-Australië)
- Nyctophilus bifax (Noordoost-Australië en Nieuw-Guinea)
- Nyctophilus corbeni (Oost-Australië)
- Nyctophilus daedalus (Noord-Australië)
- Nyctophilus geoffroyi (Australië behalve Noordoost-Queensland)
- Nyctophilus gouldi (Oost-Australië)
- Nyctophilus heran (Lembata, Kleine Soenda-eilanden, Indonesië)
- Nyctophilus holtorum (Zuidwest-Australië)
- Nyctophilus howensis (uitgestorven; vroeger op Lord Howe, Australië)
- Nyctophilus major (Zuidelijk Australië)
- Nyctophilus microdon (Nieuw-Guinea)
- Nyctophilus microtis (Nieuw-Guinea)
- Nyctophilus nebulosus (Nieuw-Caledonië)
- Nyctophilus sherrini (Tasmanië)
- Nyctophilus shirleyae (Nieuw-Guinea)
- Nyctophilus timoriensis (Timor)
- Nyctophilus walkeri (Noord-Australië)